# 達瑞卡哦格勒
達瑞卡哦格勒（魯凱族：Tharikaegele），是台灣魯凱族西魯凱群傳說中的矮人族，跟魯凱族人的相處很好，曾幫助魯凱族人建造石板屋和獲取食物。

## 傳說
西魯凱群的許多部落中都有達瑞卡哦格勒族的傳說，雖然內容有細節上的不同，但大致上傳說中的形象都是一群雖然身形很矮小，但力氣非常大的矮人族，而且對魯凱族人相當友善，關於他們的傳說中，最主要的內容為「蓋石板屋」和「獲取食物」兩個主題。

### 石板屋

#### 好茶部落
在好茶部落的傳說中，部落的祖先曾多次遷移，並且在遷移的過程中跟達瑞卡哦格勒族有所接觸。特別是在古好茶鹿鳴安（Romingan，位於屏東縣霧台鄉，茶埔岩跟霞迭爾山附近）和舊好茶的社址附近就有達瑞卡哦格勒族的聚落。部落裡的族人也是在他們的教導之下才學會如何開採、搬運石板，並且搭建石板屋的技術。

#### 達德勒部落
達德勒部落（Dadele）是日治時期被跟其他部落合併的小部落，在他們的傳說中，部落的族人的祖先在離開起源地後，最早是在隘寮北溪下流、和一條從德文部落（Tukuvule，位於今屏東縣三地門鄉）流下來的支流交會處的小山丘上建立一個名為馬低亞察安的部落，該部落雖然附近沒有出採石板的地方，但卻可以蓋石板屋建築，那些石板還是以尚未進入鐵器時代的技術：「打石板」的方式所切割出來的，至今仍無法確定那些石板屋是怎麼蓋成的，而該部落的遺民則聲稱是達瑞卡哦格勒幫助他們祖先蓋的。

#### 吉露部落
吉露部落（kinulane，位於今屏東縣霧台鄉吉露村）是西魯凱群中保存達瑞卡哦格勒矮人族相關口傳最豐富的部落之一，在他們的傳說中，部落的祖先曾經跟達瑞卡哦格勒族共同生活過，他們住在部落郊外的森林中、擁有自己的部落，並且在當地留下了許多石板地景，例如傳說中，他們的部落是來自於部落下方一、兩百公尺處的起源地，而該地區附近便有兩棟達瑞卡哦格勒的祖靈屋和他們打造的兩塊大型石板；或是在部落入口附近有一個給族人或路過的人休息的地方，那裏鋪著的石板、立起的石碑或是放置的石椅都是達瑞卡哦格勒為族人做的，現今被部落的人視為重要的古蹟之一；至今部落的族人甚至還可以指出當時達瑞卡哦格勒建立自己部落的地方，該地方現在已經變成了私人農地。另外，根據口傳，他們最後因故跟吉露部落的族人道別，前往了達德勒部落，兩者的傳說之間可能有所關連。

### 獲取食物
除了建造石板屋外，據說達瑞卡哦格勒也曾經前往地底跟生活豐饒的地底人做交易，並且在一對夫妻的計謀下偷回了各種作物的種子，但其中懷孕的妻子在回到地面的過程中因為喊累而變成了石頭，地底和地面就此斷了聯繫。